# 阿部俊明
阿部俊明（あべ としあき、1948年1月25日 - 2018年2月25日）は、日本の画家。北海道中標津町生まれ。1995年事故により頸髄損傷（両上下肢機能全廃）となる。その後、口に筆をくわえ絵を描きはじめる。2006年春、札幌に移住した。

## 略歴
中標津町で魚活という鮮魚店を経営していた1995年4月、軽自動車で中標津地方魚菜へ向かう途中ダンプカーとすれ違いざま残雪にハンドルをとられ側溝に転落。その衝撃で頚椎損傷となり首から下の身体機能を失った。この事故で1年8か月の入院をし、1996年11月に退院した。その後筆を口にくわえ始め身近にあった花などを描くようになった。

## 作品
- 生きる喜び絵筆にこめて 阿部俊明詩画集 ( ISBN 978-4894532311 ) 出版社: 北海道新聞社
- 生きる喜び絵筆にこめて 阿部俊明詩画集　第２集 ( ISBN 978-4894533080 ) 出版社: 北海道新聞社
- 生きる喜び絵筆にこめて 阿部俊明詩画集　第３集 ( ISBN 978-4894535619 ) 出版社: 北海道新聞社

## TV出演
- 1997年8月にNHK総合テレビ、「北海道中ひざくりげ」に出演
- 2001年1月26日  NHK教育きらっといきる 絵筆の向こうに世界が広がる口で描く画家・阿部俊明さん